# Buronson
Buronson (jap. 武論尊; * 16. Juni 1947 in der Präfektur Nagano, Japan) ist ein japanischer Comicautor. Er ist auch unter seinem eigentlichen Namen Yoshiyuki Okamura (岡村 善行, Okamura Yoshiyuki) und unter dem weiteren Pseudonym Shō Fumimura (史村 翔, Fumimura Shō) bekannt.
Nachdem er bei den Japanischen Luftselbstverteidigungsstreitkräften gearbeitet hatte, wurde er Assistent beim Manga-Zeichner Hiroshi Motomiya. Ab 1972 schrieb er Szenarios für Mangas, die sich an eine männliche Zielgruppe richteten, zunächst vor allem für Jungen, später für Erwachsene.
Im Manga-Magazin Shōnen Jump kam von 1975 bis 1979 sein erster Erfolg Doberman Keiji (ドーベルマン刑事) heraus; diese Serie setzte Shinji Hiramatsu nach seinen Vorlagen zeichnerisch um. Es folgten weitere Titel für dieses Magazin, unter anderem gemeinsam mit Jirō Kuwata und Kaoru Shintani. Buronsons längstes und mit über 60 Millionen verkauften Exemplaren kommerziell erfolgreichstes Werk ist Fist of the North Star (北斗の拳 Hokuto no Ken), das von 1983 bis 1988 in Shōnen Jump veröffentlicht wurde. Die Zeichnungen bei dieser Serie um einen Kampfsportler, der die Schwachen und Unschuldigen beschützt, kreierte Tetsuo Hara.
Gemeinsam mit Kentarō Miura entstanden von 1989 bis 1992 die Comics Ōrō (王狼), Ōrō-den (王狼伝) und Japan (ジャパン). Seit 1990 arbeitet Buronson mit dem Zeichner Ryōichi Ikegami zusammen, mit dem er gemeinsam Sanctuary (サンクチュアリ), Strain, Heat und Ha – Lord (覇-LORD-) schuf; aus dieser Zusammenarbeit sind bereits über 40 Bücher hervorgegangen. 2002 gewann Buronson für Heat den Shōgakukan-Manga-Preis.
Von 2002 bis 2004 schrieb er für Hidenori Hara die Serie G – Gokudo Girl. Neben Ha – Lord, das seit 2004 im Magazin Big Comic Superior läuft, arbeitet der Autor mit Tetsuo Hara aktuell auch an der Fortsetzung von Fist of the North Star: Sōten no Ken (蒼天の拳). Diese erscheint seit 2004 im Magazin Comic Bunch.